# Віртуальна фахова бібліотека Східної Європи
Віртуальна фахова бібліотека Східної Європи (нім. Virtuelle Fachbibliothek Osteuropa, ViFaOst) — електронна бібліотека, яка пропонує різноманітні наукові ресурси для дослідників Східної Європи.

## Фонди
Бібліотека має велику кількість наукової літератури з історії, мовознавства, літератури, політики та культури країн Східної, Центральної та Південно-Східної Європи.
Зокрема тут представлені країни Східної Європи (Україна, Білорусь, Росія, Молдова), Кавказу (Грузія, Вірменія, Азербайджан) та Середньої Азії (Казахстан, узбекистан, Туркменістан, Киргизстан, Таджикистан), Балтії (Естонія, Латвія, Литва), Середньо-Східної Європи (Польща, Чехія, Словаччина, Угорщина), а також Південно-Східної Європи (Словенія, Хорватія, Боснія і Герцоговина, Сербія, Чорногорія, Північна Македонія, Албанія, Болгарія, Румунія).
В розбудові онлайн-бібліотеки беруть участь чотири німецькі бібліотеки — Баварська державна бібліотека, Інститут Гердера, Мюнхенський інститут Східної Європи та Відділення Східної та Південно-Східної історії історичного факультуту Мюнхенського університету. З 2008 року до них приєдналася Нижньосаксонська державна та університетська бібліотека в Геттінгені.
Віртуальна фахова бібліотека Східної Європи частково фінансується Німецьким науково-дослідницьким співтовариством (DFG).